# أني سانستيبان
أني سانستيبان (بالإسبانية: Ane Santesteban) (و. 1990  م) هي دراجة إسبانية، ولدت في رينتيريا، شاركت في ركوب الدراجات في الألعاب الأولمبية الصيفية 2016.

## سجل الفوز

### سباقات أو مراحل فاز بها
| التاريخ        | السباق                                                   | المركز                  |
| -------------- | -------------------------------------------------------- | ----------------------- |
| 23 يونيو 2012  | سباق الطريق للسيدات في بطولة إسبانيا لسباق الدراجات 2012 |                         |
| 22 يونيو 2013  | سباق الطريق للسيدات في بطولة إسبانيا لسباق الدراجات 2013 | الفائز في التصنيف العام |
| 28 يونيو 2015  | سباق الطريق للسيدات في بطولة إسبانيا لسباق الدراجات 2015 |                         |
| 12 أبريل 2016  | 2016 Durango-Durango Emakumeen Saria                     | التاسع في التصنيف العام |
| 28 مايو 2016   | Grand Prix du Morbihan Féminin 2016                      | الخامس في التصنيف العام |
| 16 مايو 2017   | 2017 Durango-Durango Emakumeen Saria                     | السادس في التصنيف العام |
| 26 مايو 2017   | لا كلاسيك موربيهان 2017                                  | الرابع في التصنيف العام |
| 24 يونيو 2017  | سباق الطريق للسيدات في بطولة إسبانيا لسباق الدراجات 2017 |                         |
| 01 يناير 2018  | طواف يوركشاير للسيدات 2018                               | السادس في التصنيف العام |
| 17 مايو 2018   | 2018 Durango-Durango Emakumeen Saria                     | الخامس في التصنيف العام |
| 22 مايو 2018   | طواف الباسك للسيدات 2018                                 | السابع في تصنيف النقاط  |
| 27 يونيو 2018  | Course en ligne féminine aux Jeux méditerranéens 2018    |                         |
| 23 فبراير 2020 | سيتمانا فالنسيا 2020                                     |                         |
| 22 أغسطس 2020  | سباق الطريق للسيدات في بطولة إسبانيا 2020                |                         |
| 19 يونيو 2021  | سباق الطريق للسيدات في بطولة إسبانيا 2021                |                         |
| 28 يناير 2024  | 2024 Women Cycling Pro Costa De Almería                  |                         |

## روابط خارجية
- أني سانستيبان على موقع الاتحاد الدولي للدراجات (الإنجليزية)
- أني سانستيبان على موقع أرشيف الدراجات (الإنجليزية)
- أني سانستيبان على موقع إحصائيات الدراجات الإحترافية (الإنجليزية)
- أني سانستيبان على موقع نسبة الدراجات (الإنجليزية)
- أني سانستيبان على موقع CycleBase (الإنجليزية)
- أني سانستيبان على موقع أوليمبيديا (الإنجليزية)